# Şah Sultan (dcera Mustafy III.)
Şah Sultan (20. dubna 1761 – 11. března 1803) byla osmanská princezna. Byla dcerou sultána Mustafy III. a jeho manželky Mihrişah Kadın. Byla sestrou sultána Selima III.

## Mládí
Şah Sultan se narodila 20. dubna 1761 v paláci Topkapi. Jejími rodiči byl sultán Mustafa III. a jeho matkou konkubína Mihrişah Kadın († 1769)
Dne 24. dubna 1764, když měla pouhé tři roky, ji její otec přislíbil jako manželku velkovezírovi Köse Bahir Mustafa Pašovi. Byl však sesazen a zabit v roce 1765.
2. ledna 1768 ve věku sedmi let byla zaslíbena Mehmed Emin Pašovi. Ten se téhož roku stal velkovezírem, ale byl zabit v roce 1769.

## Manželství
6. listopadu 1778 byla na přání svého strýce Abdulhamida I. provdána za vezíra Nişançı Seyyid Mustafu Pašu. Svatba se konala v paláci Cağaloğlu. Pár měl spolu dceru, Şerife Havva Hanımsultan, narozenou v roce 1780. Zemřela pouhých 6 měsíců po narození a je pohřbena v mauzoleu sultána Mustafy III.

## Smrt
Şah Sultan zemřela 11. března 1803 v paláci Çağaloğlu a byla pohřbena ve svém vlastním mauzoleu na Eyüpském hřbitově. Byla politicky aktivní během vlády svého otce, strýce i bratra Selima III. Patří mezi jednu z nejznámějších princezen.